# Helene Adolf
Helene Adolf, auch Helen Adolf (geboren am 31. Dezember 1895 in Wien, Österreich-Ungarn; gestorben am 13. Dezember 1998 in Brookline Village, Pennsylvania). war eine österreichisch-amerikanische Literaturwissenschaftlerin und Linguistin.

## Leben
Helene Adolf war eines von zwölf Kindern des Rechtsanwalts Jakob Adolf (1850–1926) und der bildenden Künstlerin Hedwig Spitzer (1864–1936), ihr Großvater war der Mathematiker Simon Spitzer. Ihre ältere Schwester Anna Spiegel (1893–1983) wurde Chemikerin. Nach dem Abitur 1913 begann Helene Adolf zunächst eine Kunstausbildung in Malerei. Während des Ersten Weltkrieges war sie als Hilfsschwester tätig. Nach Kriegsende studierte sie Germanistik und Romanistik und unter anderem Gotisch bei Max Hermann Jellinek an der Wiener Universität. Sie wurde 1923 mit der Dissertation Zur Dramentechnik in Strindbergs historischen Dramen promoviert.
Adolf musste die weitere Ausbildung unterbrechen, um den kranken Vater zu pflegen. Ab 1926 konnte sie sich wieder der Forschung widmen und veröffentlichte mit Elise Richter Studien zum altfranzösischen Alexiusliede. Sie edierte 1930 und 1932 beim Reclam-Verlag zwei literarische Anthologien zur modernen Literatur in der Reihe Deutsche Literatur in Entwicklungsreihen, sie fand den Schwerpunkt ihrer wissenschaftlichen Arbeit aber in der mittelalterlichen Artus-/Gralsdichtung.
Nach dem Anschluss Österreichs emigrierte Adolf im April 1939 in die USA, wo sich bereits Verwandte aufhielten. Adolf unterrichtete Latein, Deutsch und Französisch an verschiedenen Schulen in Colorado. Ab 1943 lehrte sie an der Pennsylvania State University und wurde dort 1953 zur ordentlichen Professorin für Deutsch ernannt. Sie wurde Mitglied der Linguistic Society of America. Adolf wurde 1963 emeritiert, unterrichtete aber weiterhin. Sie war Mitglied des P.E.N.
Adolf erhielt 1972 das Österreichische Ehrenkreuz für Wissenschaft und Kunst I. Klasse.

## Schriften (Auswahl)

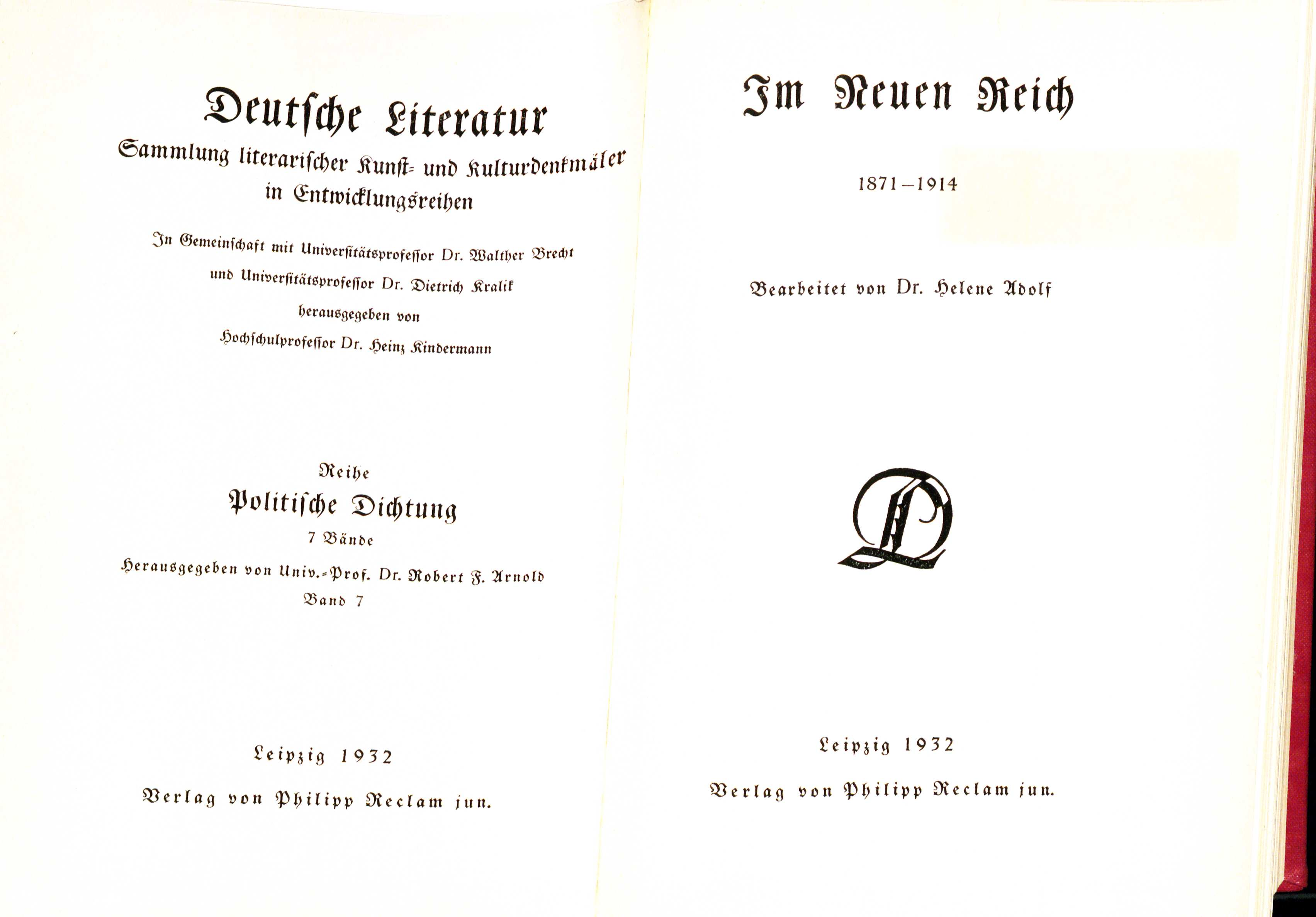
Buchtitel 1932

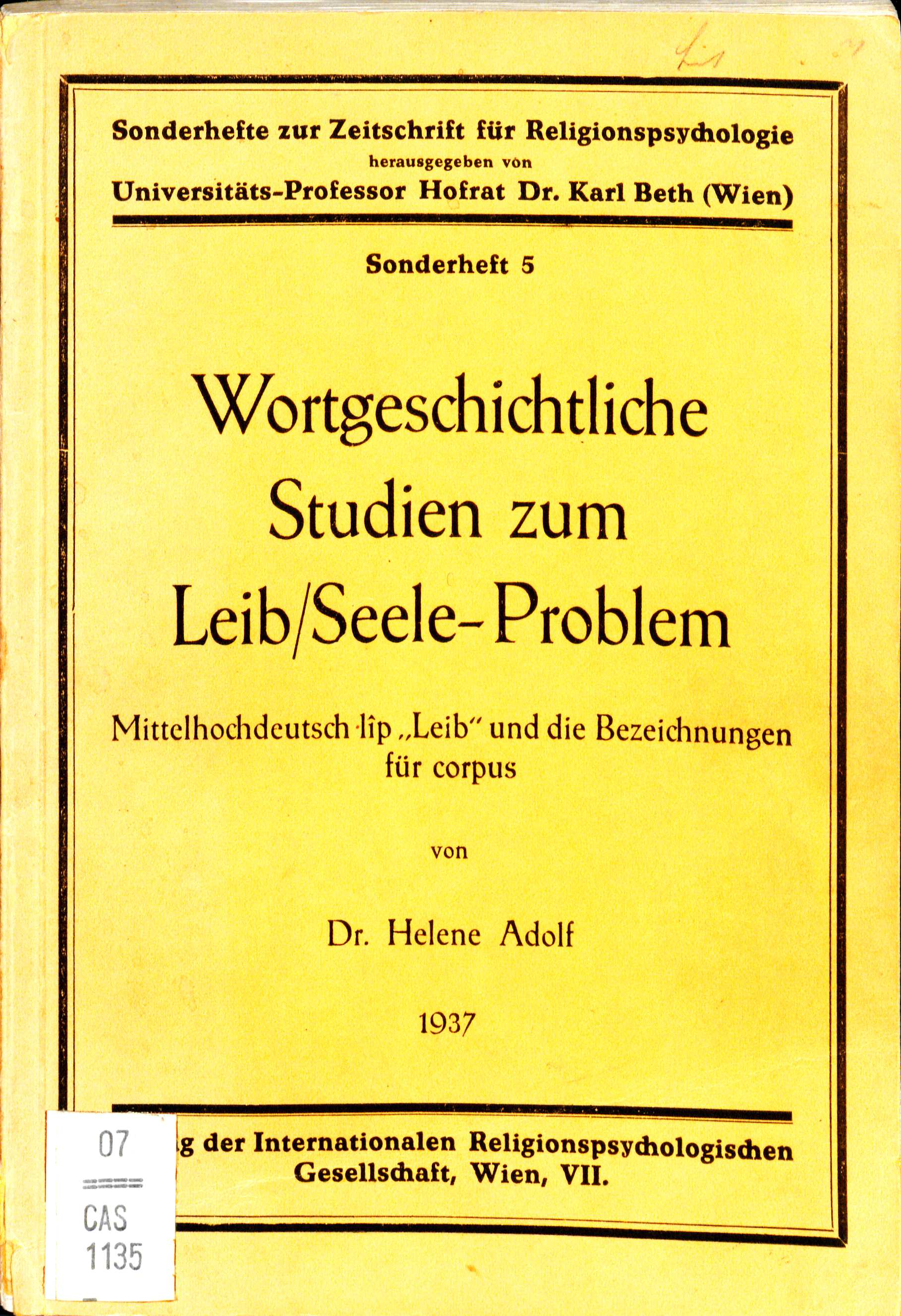
Buchtitel 1937

- Jeanne Galzy: Therese von Avila : der Lebensroman einer Heiligen. Übersetzung und Einleitung Helene Adolf. Kösel & Pustet, München 1929.
- als Bearb.: Dem neuen Reich entgegen : 1850–1871. Anthologie. Reclam, Leipzig 1930.
- als Bearb.: Im neuen Reich : 1871–1914. Anthologie. Reclam, Leipzig 1932.
- Wortgeschichtliche Studien zum Leib/Seele-Problem : Mittelhochdt. lîp „Leib“ u. d. Bezeichngen f. corpus. Internat. Religionspsychol. Ges., Wien  1937 (Zeitschrift für Religionspsychologie; Sonderh. 5)
- Oriental sources for grail romances. Modern Language Association of America, New York 1947. (Aus: Publications of the Modern Language Association of America. Vol. 62, Nr. 2, Juni 1947)
- Visio pacis. Holy city and grail. University Park, Penn 1960.
- Werden und Sein : Gedichte aus fünf Jahrzehnten. F. Berger, Horn 1964.
- Leonie Spitzer: Wandlungen der Liebe. Herausgeberin Helene Adolf mit Unterstützung von Ruth Davidovits und Erna Hollitscher. Bläschke, Darmstadt 1978.
- Leonie Spitzer: Die Familie Höchst : ein Romanfragment aus der Zeit von Österreichs Umbruch. Woywod, Bad Soden 1986.
- Gesammelte Schriften. Hrsg. von Renate Heuer und Michael Dallapiazza. Ed. Parnaso, Triest 2004, ISBN 88-86474-77-6.